# جيم إديتور
جيم إديتور عبارة عن محرر لعبة لتأليف ألعاب 2D.
وهو يدعم التنمية المتعددة منصة للأيفون، آي باد، ماك OS X و Windows (95-يندوز 7)، لينكس، ويندوز القائم على الهواتف الذكية، وأجهزة الكمبيوتر GP2X الجيب، وأجهزة الكمبيوتر المحمولة. يذكر التوافق مع هذه المنصات على اكتشاف لعبة، [1] موقع للمطورين لعبة شعبية من بين برامج أخرى مثل Gamemaker 3D، Darkbasic، وصانع لعبة.
تم إنشاء اللعبة من قبل محرر رودريغز Makslane، الذي تم تطويره منذ عام 2002. الإصدار الحالي هو 1.4.0. لا يزال يعتبر أن يكون التقدم في العمل.و من ابطالها المغربي charaf ddine chergui